# Copa de Clubes de Asia 1970
La Copa de Clubes de Asia 1970 fue la 3.ª edición de la competición de fútbol asiático organizado por la AFC.  7 clubes de 7 países compitieron en esta edición.  El torneo se jugó en Teherán, Irán en abril. Los clubes fueron colocados en 2 grupos y los 2 mejores equipos de cada grupo avanzan a semifinales.
El Taj Club se convirtió en el primer equipo de Irán en ganar el torneo.

## Sede
| Tehran            |
| ----------------- |
| Amjadieh Stadium  |
|                   |
| Capacidad: 30,000 |

## Fase de grupos

### Grupo A
| Pos. | Equipo      | Pts. | PJ | G | E | P | GF | GC | Dif. | Clasificación |
| ---- | ----------- | ---- | -- | - | - | - | -- | -- | ---- | ------------- |
| 1    | Taj         | 6    | 2  | 2 | 0 | 0 | 6  | 0  | +6   | Semifinales   |
| 2    | Homenetmen  | 3    | 2  | 1 | 0 | 1 | 4  | 5  | −1   | Semifinales   |
| 3    | Selangor FA | 0    | 2  | 0 | 0 | 2 | 2  | 7  | −5   |               |
| 4    | Saunders SC | 0    | 0  | 0 | 0 | 0 | 0  | 0  | 0    | Abandono      |

 Fuente: 
| 1 de abril de 1970 | Taj        | 3–0 | Homenetmen |
| 3 de abril de 1970 | Taj        | 3–0 | Selangor   |
| 5 de abril de 1970 | Homenetmen | 4–2 | Selangor   |

### Grupo B
| Pos. | Equipo               | Pts. | PJ | G | E | P | GF | GC | Dif. | Clasificación |
| ---- | -------------------- | ---- | -- | - | - | - | -- | -- | ---- | ------------- |
| 1    | Hapoel Tel Aviv      | 9    | 3  | 3 | 0 | 0 | 11 | 2  | +9   | Semifinales   |
| 2    | PSMS Medan           | 6    | 3  | 2 | 0 | 1 | 6  | 3  | +3   | Semifinales   |
| 3    | West Bengal          | 3    | 3  | 1 | 0 | 2 | 3  | 5  | −2   |               |
| 4    | Royal Thai Police FC | 0    | 3  | 0 | 0 | 3 | 1  | 11 | −10  |               |

 Fuente: 
| 2 de abril de 1970 | Hapoel Tel Aviv | 5–0 | Police FC   |
| 2 de abril de 1970 | PSMS Medan      | 1–0 | West Bengal |
| 4 de abril de 1970 | Hapoel Tel Aviv | 3–1 | West Bengal |
| 4 de abril de 1970 | PSMS Medan      | 4–0 | Police FC   |
| 6 de abril de 1970 | Hapoel Tel Aviv | 3–1 | PSMS Medan  |
| 6 de abril de 1970 | West Bengal     | 2–1 | Police FC   |

## Fase Final
|  | Semifinales       | Semifinales     |   |                   | Final           | Final |  |
|  |                   |                 |   |                   |                 |       |  |
|  |                   |                 |   |                   |                 |       |  |
|  | 8 de abril        |                 |   |                   |                 |       |  |
|  | Hapoel Tel Aviv   | 3               |   |                   |                 |       |  |
|  | Homenetmen Beirut | 0               |   |                   |                 |       |  |
|  |                   |                 |   |                   |                 |       |  |
|  |                   |                 |   |                   | 10 de abril     |       |  |
|  |                   |                 |   |                   | Hapoel Tel Aviv | 1     |  |
|  |                   | Taj Club (pró.) | 2 |                   |                 |       |  |
|  |                   |                 |   |                   |                 |       |  |
|  |                   |                 |   |                   |                 |       |  |
|  |                   |                 |   |                   | Tercer lugar    |       |  |
|  | 8 de abril        | 8 de abril      |   | 10 de abril       | 10 de abril     |       |  |
|  | Taj Club          | 2               |   | Homenetmen Beirut | 1               |       |  |
|  | PSMS Medan        | 0               |   |                   | PSMS Medan      | 0     |  |

## Campeón
| Bandera de Irán              |
| Campeón Taj Club 1.er título |